# 蒙彼利埃鎮區 (愛荷華州馬斯卡廷縣)
蒙彼利埃鎮區（英語：Montpelier Township）是位於美國愛荷華州馬斯卡廷縣的一個行政鎮區。

## 地方資料
根據2010年美國人口普查的數據，蒙彼利埃鎮區的面積為57.58平方千米，當中陸地面積為55.75平方千米，而水域面積為1.83平方千米。當地共有人口869人，而人口密度為每平方千米15.09人。